# Ochna richardsiae
Ochna richardsiae är en tvåhjärtbladig växtart som beskrevs av N. Robson. Ochna richardsiae ingår i släktet Ochna och familjen Ochnaceae. Inga underarter finns listade i Catalogue of Life.